# Xu Dachun
Xu Dachun 徐大椿 (1693-1771) est un écrivain et médecin chinois, qui vécut à l’époque de la dynastie Qing. Son nom social est Lingtai 灵胎, et son nom littéraire Huixi 洄溪. Né dans une famille réputée pour avoir reçu une solide éducation, il fut une autorité médicale respectée, auteur de nombreux ouvrages médicaux. Quatre de ses traités médicaux ont été conservés dans le Siku Quanshu. Outre la médecine, il s’est intéressé à l’astrologie, la musique, géographie et la philosophie. Il a composé des commentaires des classiques taoïstes et a présenté un travail sur la régulation des rivières. Il passa la majeure partie de sa vie dans le Jiangsu mais mourut à Pékin.
Les travaux de Xu Dachun ont eu une influence durable sur la médecine chinoise, en particulier en ce qui concerne l'accent mis sur la différenciation des syndromes (biànzhènglun 辨证论) et la remise en question des pratiques courantes. Il est respecté pour son retour aux sources classiques et sa volonté d'allier théorie et pratique clinique. Ses œuvres sont encore aujourd'hui des références pour les praticiens et les chercheurs en médecine chinoise.

## Biographie
Xu Dachun est né en 1693 à Wujiang, dans la province côtière du Jiangsu. Son grand-père, Xu Qiu 徐釚 (1636–1708) était un artiste, historien et poète réputé, tandis que son père, Xu Yanghao 徐養浩 (décédé vers 1721) était un ingénieur hydraulique.
Au moment de sa naissance, la situation financière de la famille s'était dégradée. Au lieu d’une éducation formelle, c'est auprès de son père qu'il acquit de nombreuses connaissances, notamment sur l’irrigation.

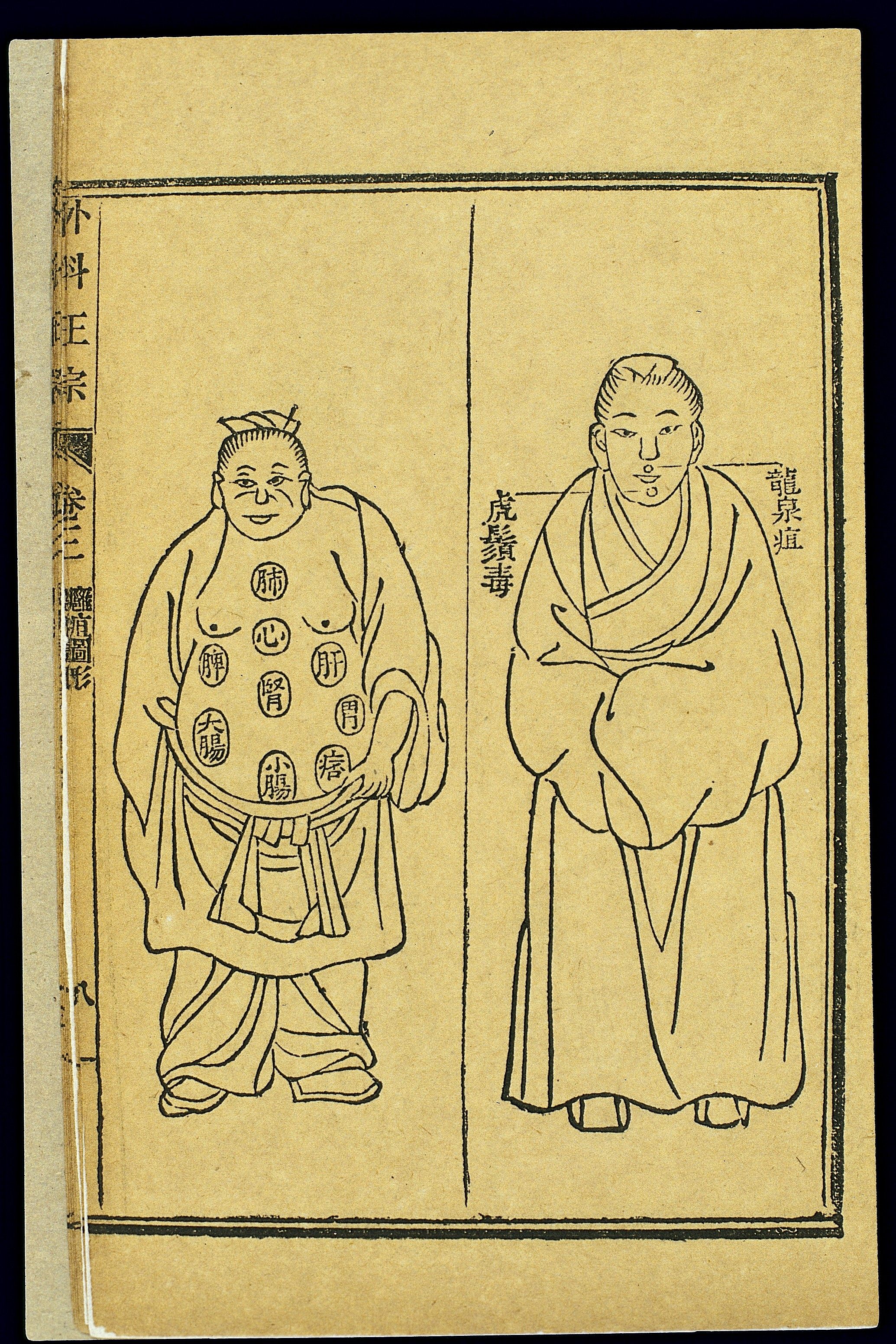
Gravure sur bois de diverses abcès et tumeurs, tirée de Waike zhengzong ping 外科正宗評 de Xu Dachun

Décrit comme « un homme de grande stature avec un large front et une voix forte », Xu avait acquis la réputation d’être un grand médecin.
Il est l’auteur de commentaires sur des ouvrages classiques de la médecine chinoise, notamment du Nan jing « Le classique des questions difficiles », du Shennong bencao jing « Le Classique de la matière médicale du Laboureur Céleste » et du Shanghan Lun 傷寒論 « Traité des attaques du froid ».
Quand sa réputation de médecin atteint la capitale, il accepta en 1761 une invitation de Pékin pour soigner Jiang Pu, un fonctionnaire de la cour et fils du peintre Jiang Tingxi. Il nota avec précision que la maladie était en phase terminale.
Toutefois, quand il reçut une offre du Taiyi Yuan 太医院, le « Bureau médical impérial », une institution centrale chargée de la santé de la famille impériale et des fonctionnaires de haut rang, il déclina l’offre.
En 1771, Xu reçut une nouvelle invitation impériale de Pékin. Il décéda la même année, peu de temps après son arrivée dans la capitale avec son fils Xu Xi 徐爔.

## Doctrine médicale
Xu Dachun défendit ardemment l’utilité sociale de la médecine. Toutefois, il reconnaissait certaines de ses limitations : toute suggestion selon laquelle elle pourrait aider quelqu'un à atteindre l'immortalité était « absurde ».
Il était critique envers les médecins de son époque, qu'il accusait de se fier trop aux formules établies sans prendre en compte la complexité de chaque cas. Il critiqua en particulier les réformes médicales de la période Song-Jin-Yuan 宋金元. Il pensait que tout praticien médical devait posséder une vue d'ensemble de toute la littérature ancienne significative et devait combiner les théories classiques avec la réalité de l'expérience pratique. Il était particulièrement critique de la maxime de Zhang Yuansu 张元素 (1151-1234), qui pensait que « les anciens remèdes ne conviennent pas toujours aux nouvelles maladies ». De même que la doctrine médicale de Zhang Yuansu reflétait les vues politiques et philosophiques des Néo-confucianistes, les opinions de Xu Dachun traduisaient la réponse des forces conservatives de son époque pour lesquelles seuls les préceptes moraux et politiques de l’antiquité pouvaient résoudre les problèmes présents.
Xu Dachun valorisait beaucoup la prise de pouls (mài 脉) et l'observation clinique pour différencier les syndromes. Il pensait que ces méthodes de diagnostic étaient cruciales pour comprendre la nature des déséquilibres internes et ainsi adapter le traitement avec plus de précision.

## Ouvrages
Voici quelques ouvrages médicaux de Xu Dachun
- « Traité sur l’origine et le développement de la médecine », Yixue Yuanliu Lun, 医学源流论[4] (1757) de Xu Dachun. Il y critique les pratiques médicales contemporaines et remet en question la déviation de la médecine par rapport aux principes classiques. Il insiste sur l'importance de la différenciation des syndromes et souligne la nécessité de revenir aux fondements classiques de la médecine chinoise pour éviter les erreurs thérapeutiques. C’est un ouvrage essentiel pour comprendre son point de vue parmi des nombreux courants médicaux qui sont apparus sous les Qing.
- « Une centaine de drogues du Classique de matière médicale de Shennong », Shennong bencaojing bai zhong lu 神农本草经百种录, par Xu Dachun 徐大椿, publié en 1736[5].
- « Explication du Classique des Difficultés » Nán jīng jīng shì 难经经释[6].
- « Corrections à la transmission des connaissances médicales » Yī guàn biān 医贯砭[7].
- « Formules classifiées pour traiter les maladies fébriles » Shānghán lèi fāng 伤寒类方[8].
- « Modèle et normes du Pavillon des Orchidées » Lán tái guǐfàn 蘭臺軌範 / 兰台轨范[9] (1764). Xu Dachun y expose ses préoccupations concernant la dégradation de la précision des traitements médicaux depuis l'époque antique. Il appelle à un retour aux principes des classiques médicaux comme le Nèijīng (Canon interne de l'Empereur Jaune) et le Jīnguì (Jīnkuì Yàolüè), tout en réaffirmant que chaque maladie doit être traitée avec des formules spécifiques et adaptées.
- « Conseils prudents sur les maladies » Shèn jí chú yán 慎疾刍言[10] (1767). Ce texte reflète l'approche critique de Xu Dachun à l'égard des pratiques médicales courantes et sa volonté de réformer la médecine pour éviter les erreurs fatales dues à une mauvaise compréhension des principes médicaux.